# خوليو روكا الأرجنتيني
خوليو روكا الأرجنتيني (بالإسبانية: Julio Argentino Roca)‏ (و. 1843 – 1914 م) هو جندي، ودبلوماسي، وسياسي من الأرجنتين . ولد في توكومان . تولى منصب رئيس الأرجنتين خلال الفترة (12 أكتوبر 1880–12 أكتوبر 1886)، وتولى نفس المنصب فترة ثانية (12 أكتوبر 1898–12 أكتوبر 1904)، وكان عضواً في مجلس النواب الأرجنتيني (3 نوفمبر 1888–9 أغسطس 1890).<ref
توفي في بوينس آيرس .
| المناصب السياسية       | المناصب السياسية                       | المناصب السياسية     |
| ---------------------- | -------------------------------------- | -------------------- |
| سبقه خوسيه إيفاريستو   | رئيس الأرجنتين 1898 - 1904             | تبعه مانويل كوينتانا |
| سبقه نيكولاس أفيلانيدا | رئيس الأرجنتين 1880 - 1886             | تبعه                 |
| سبقه                   | عضو مجلس النواب الأرجنتيني 1888 - 1890 | تبعه                 |
| سبقه                   | عضو مجلس النواب الأرجنتيني 1892 - 1893 | تبعه                 |
| سبقه                   | عضو مجلس النواب الأرجنتيني 1895 - 1898 | تبعه                 |